# Lijst van leden van de 20e Knesset
Hieronder staat een lijst van leden van de 20e Knesset, het Israëlische parlement dat op 17 maart 2015 werd verkozen. De 20e Knesset werd op 31 maart 2015 ingezworen.
Ten opzichte van de 19e Knesset is het parlement verrechtst en zijn de religieuze partijen geslonken. De Arabische partijen zijn licht vooruitgegaan.
Het parlement telde aanvankelijk 29 vrouwen, 39 personen die voor het eerst hun intrede in de Knesset deden en 16 Arabische Israëliërs.

Sinds begin 2016 telt het parlement 32 vrouwen, 44 personen die voor het eerst hun intrede in de Knesset deden en zijn 17 parlementsleden Arabische Israëliërs.

Vrouwelijke parlementsleden treft men in alle partijen behalve Shas en Verenigd Thora-Jodendom aan.
Jongste parlementariër is Shafir Stav (geboren in 1985) van de Zionistische Unie - Arbeidspartij, oudste Benny Begin (geboren in 1943) van Likoed. Langstzittend was Silvan Shalom van Likoed (zonder onderbreking vanaf 1992, eind 2015 vertrokken).

Parlementariërs Jackie Levy (Likoed) en Orly Levy (Jisrael Beeténoe) zijn broer en zus.
Dankzij een nieuwe wet - de Noorse Wet geheten, aangenomen op 30 juli 2015 - is het mogelijk dat per politieke partij één kabinetslid het Knessetlidmaatschap mag opzeggen (in de regel is een lid van de regering ook lid van het parlement) zodat de volgende op de kandidatenlijst een parlementszetel kan innemen. Uit het kabinet-Netanyahu IV hebben ministers Naftali Bennett (Het Joodse Huis) en Moshe Kahlon (Kulanu) alsmede viceminister Meshulam Nahari (Shas) hier gebruik van gemaakt (Bennett is later weer tot het parlement toegetreden).

## Zetelverdeling
In de 20e Knesset vertegenwoordigde politieke partijen met zeteltal.
| Nr. | Verkozen partij         | Zetels 1 | Zetels 2 | Hebreeuwse/Arabische naam                          | Nederlandse aanduiding                      | Richting                                       | Leider                      | Foto |
| --- | ----------------------- | -------- | -------- | -------------------------------------------------- | ------------------------------------------- | ---------------------------------------------- | --------------------------- | ---- |
| 1   | Likoed                  | 30       |          | Likoed                                             | Eenheid                                     | (Centrum)rechts                                | Benjamin Netanyahu          |      |
| 2   | Zionistische Unie       | 24       |          | Ha-Machanèh Ha-Tsioni                              | Zionistische Unie                           | Centrumlinks                                   | Yitzhak Herzog, Tzipi Livni |      |
|     | * Arbeidspartij         |          | 19       | Mifleget Ha'avoda                                  | Arbeidspartij                               | Centrumlinks                                   | Yitzhak Herzog              |      |
|     | * Hatnuah               |          | 5        | Hatnuah                                            | De Beweging                                 | Centrum(links)                                 | Tzipi Livni                 |      |
| 3   | Gezamenlijke Lijst      | 13       |          | al-Qa'imah al-Mushtarikah / HaReshima HaMeshutefet | Verenigde Lijst                             | Arabisch                                       | Ayman Odeh, e.a.            |      |
|     | * Hadash                |          | 5        | Hadash                                             | Democratisch Front voor Vrede en Gelijkheid | Extreemlinks, Arabisch/Joods                   | Ayman Odeh                  |      |
|     | * Balad                 |          | 3        | Balad                                              | Nationaal-Democratische Vergadering         | Links                                          | Jamal Zahalka               |      |
|     | * Ra'am                 |          | 3        | Ra'am                                              | Verenigde Arabische Lijst                   | Islamistisch                                   | Masud Ghnaim                |      |
|     | * Ta'al                 |          | 2        | Ta'al                                              | Arabische Beweging voor Vernieuwing         | Seculier Arabisch                              | Ahmad Tibi                  |      |
| 4   | Yesh Atid               | 11       |          | Yesh Atid                                          | Er is een Toekomst                          | Centrum                                        | Yair Lapid                  |      |
| 5   | Kulanu                  | 10       |          | Kulanu                                             | Ons Allemaal                                | Centrum(rechts)                                | Moshe Kahlon                |      |
| 6   | Het Joodse Huis         | 8        |          | HaBajiet HaJehoedie                                | Het Joodse Huis                             | (Extreem)rechts                                | Naftali Bennett             |      |
|     | * Het Joodse Huis       |          | 6        | HaBajiet HaJehoedie                                | Het Joodse Huis                             | (Extreem)rechts                                | Naftali Bennett             |      |
|     | * Tekuma                |          | 2        | Tekuma                                             | Opstanding                                  | Rechtsreligieus                                | Uri Ariel                   |      |
| 7   | Shas                    | 7        |          | Shas                                               | Sefardische bewakers (van de Torah)         | Charedisch (ultraorthodox) sefardisch-mizrachi | Aryeh Deri                  |      |
| 8   | Jisrael Beeténoe        | 6        |          | Jisrael Beeténoe                                   | Israël Ons Thuis                            | Rechts                                         | Avigdor Lieberman           |      |
| 9   | Verenigd Thora-Jodendom | 6        |          | Jahadoet ha-Torah ha-Meoechèdèt                    | Verenigd Thora-Jodendom                     | Charedisch (ultraorthodox) asjkenazisch        | Yaakov Litzman, Moshe Gafni |      |
|     | * Agoedat Jisrael       |          | 3        | Agoedat Jisraël                                    | De Bond van Israël                          | Chassidisch                                    | Yaakov Litzman              |      |
|     | * Degel HaThora         |          | 3        | Dègèl HaTora                                       | De Vlag van de Thora                        | Mitnagdisch (Litouws)                          | Moshe Gafni                 |      |
| 10  | Meretz                  | 5        |          | Meretz                                             | Vitaliteit                                  | Links                                          | Zehava Gal-On               |      |
|     | Totaal                  | 120      |          |                                                    |                                             |                                                |                             |      |

## Politieke blokken
| Partij / Blok                                                  | Zetels 20e Knesset | Zetels 19e Knesset | Verschil |
| -------------------------------------------------------------- | ------------------ | ------------------ | -------- |
| UITSPLITSING NAAR RECHTER- EN LINKERBLOK                       |                    |                    |          |
| Likoed                                                         | 30                 | 18                 | +12      |
| Kulanu                                                         | 10                 | 0                  | +10      |
| Het Joodse Huis                                                | 8                  | 12                 | -4       |
| Jisrael Beeténoe                                               | 6                  | 13                 | -7       |
| Rechterblok                                                    | 54                 | 43                 | +11      |
| Zionistische Unie (Arbeidspartij + Hatnuah)                    | 24                 | 21                 | +3       |
| Yesh Atid                                                      | 11                 | 19                 | -8       |
| Meretz                                                         | 5                  | 6                  | -1       |
| Kadima                                                         | 0                  | 2                  | -2       |
| Linkerblok                                                     | 40                 | 48                 | -8       |
| ALTERNATIEVE UITSPLITSING NAAR RECHTER-, LINKER- EN MIDDENBLOK |                    |                    |          |
| Likoed                                                         | 30                 | 18                 | +12      |
| Het Joodse Huis                                                | 8                  | 12                 | -4       |
| Jisrael Beeténoe                                               | 6                  | 13                 | -7       |
| Rechterblok                                                    | 44                 | 43                 | +1       |
| Arbeidspartij                                                  | 19                 | 15                 | +4       |
| Meretz                                                         | 5                  | 6                  | -1       |
| Linkerblok                                                     | 24                 | 21                 | +3       |
| Yesh Atid                                                      | 11                 | 19                 | -8       |
| Kulanu                                                         | 10                 | 0                  | +10      |
| Hatnuah                                                        | 5                  | 6                  | -1       |
| Kadima                                                         | 0                  | 2                  | -2       |
| Middenblok                                                     | 26                 | 27                 | -1       |
| OVERIGE BLOKKEN                                                |                    |                    |          |
| Shas                                                           | 7                  | 11                 | -4       |
| Verenigd Thora-Jodendom                                        | 6                  | 7                  | -1       |
| Religieus blok                                                 | 13                 | 18                 | -5       |
| Gezamenlijke Lijst                                             | 13                 | 11                 | +2       |
| Arabisch blok                                                  | 13                 | 11                 | +2       |

Op basis van de uitsplitsing naar rechter- en linkerblok kan worden gezegd dat het rechterblok afwijzend of terughoudend staat tegenover de vorming van een zelfstandige Palestijnse staat en het linkerblok daar een voorstander van is. Uit de uitslag valt op te maken dat het religieuze blok (zoals dikwijls het geval is) van groot belang is bij de vorming van een regering, het Arabische blok ook bij de vorming van een linkse regering. De Gezamenlijke Lijst had al voor de verkiezingen meegedeeld dat ze niet willen meeregeren, ook niet in een linkse regering met de Zionistische Unie, maar ze zou een linkse regering met de Zionistische Unie wel steunen.

## Coalitievorming
Benjamin Netanyahu (Likoed) heeft als eerste van president Reuven Rivlin de opdracht gekregen om een coalitie te vormen. De Israëlische wet voorziet in een periode van vier weken, die naar zes weken uitgebreid kan worden. In de vierde week was er nog geen coalitieovereenkomst tussen de Likoed en een andere partij gesloten en heeft Netanyahu de wettelijk toegestane verlenging van twee weken gekregen. President Rivlin is een voorstander van een nationaal kabinet met zowel de Likoed als de Zionistische Unie, maar Isaac Herzog (Zionistische Unie) heeft ontkend in onderhandeling met de Likoed te zijn. De Zionistische Unie heeft ook gezegd dat ze niet mee willen doen aan een coalitie onder Netanyahu, omdat hij de Zionistische Unie tijdens de verkiezingscampagne verkeerd heeft neergezet. Netanyahu probeerde een regering te vormen van de vier rechtse partijen Likoed (30 zetels), Kulanu (10), Het Joodse Huis (8), Jisrael Beeténoe (6) met de twee charedische partijen Shas (7) en het Verenigd Thora-Jodendom (6) met in totaal 67 zetels.
De onderhandelingen gaan over de koers van de nieuwe regering, de beoogde wetsveranderingen en de verdeling van de ministersposten. Naftali Bennett (Het Joodse Huis) wou het ministerie van Religieuze Zaken voor zijn partij houden. Hij twitterde dat als Netanyahu de portefeuille Religieuze Zaken aan Shas geeft, de onderhandelingen van Likoed met het Joodse Huis wat hem betreft beëindigd zijn. Maar ook Shas en het Verenigd Thora-Jodendom vonden dat ministerie erg belangrijk. Volgens de Israëlische radio bood Likoed om het Joodse Huis tegemoet te komen deze partij een staatssecretariaat van Religieuze Zaken aan onder een minister van Religieuze Zaken van Shas. De onderhandelingen met Kulanu waren voor 22 april 2015 al in een vergevorderd stadium en Kulanu zou de portefeuilles financiën, bouw en huisvesting en milieubescherming krijgen. Likoed ziet bovendien af van een wetsvoorstel dat de macht van het Opperste Gerechtshof zou beperken om een veto over wetsvoorstellen uit te spreken, waar Kahlon tegen was. In de vijfde week sloot Likoed een coalitieovereenkomst met Kulanu en het Verenigd Thora-Jodendom, waardoor Netanyahu's coalitie op 46 zetels kwam.
Op maandag 4 mei 2015 maakte Avigdor Lieberman onverwachts bekend dat Jisrael Beeténoe ervoor gekozen heeft om geen deel van de volgende regering uit te maken en in de oppositie te gaan. Hij vindt onder andere dat Likoed te veel concessies aan de religieuze partijen heeft gedaan. Verder hoort hij te weinig over het wetsvoorstel dat vast zou leggen dat Israël de Joodse staat is en vindt hij Netanyahu te passief ten opzichte van Hamas. Hij treedt ook af als minister van Buitenlandse Zaken. Door het vertrek van Lieberman zou een rechts-charedische coalitie 61 Knesset-zetels tellen. Een hoge Likoed-functionaris vond dat te weinig, omdat dan twee Knesset-leden van de coalitie, bijvoorbeeld die van Tekuma, op ieder moment de toekomstige regering ten val kunnen brengen.
Maandagavond tekende Shas een coalitieovereenkomst, waardoor de coalitie op 53 zetels komt. Shas krijgt de portefeuilles van economische zaken, religieuze zaken en ontwikkeling van de Negev en Galilea toegewezen en Knesset-leden van Shas worden onderminister van financiën, voorzitter van de commissie onderwijs en vicevoorzitter van de Knesset. Aryeh Deri riep de Zionistische Unie op om ook tot de coalitie toe te treden, maar Isaac Herzog herhaalde dat hij dat niet zal doen.
Likoed bood verder in een openbare verklaring aan de partij Het Joodse Huis de portefeuilles onderwijs en diaspora, landbouw, cultuur en sport, en Naftali Bennett zou lid worden van het veiligheidskabinet. Bovendien zou het budget voor onderwijs worden verhoogd. Het Joodse Huis hield maandagavond in een spoedvergadering. Naftali Bennett kreeg een volmacht om namens deze partij met Likoed te onderhandelen en te besluiten of Het Joodse Huis toetreedt tot de coalitie van Netanyahu of ervoor kiest in oppositie te gaan. Naftali Bennett vroeg eerst de portefeuille Buitenlandse Zaken voor zijn partij, die tot voor kort voor Avigdor Lieberman gereserveerd was, maar Netanyahu weigerde dat. Op 5 mei stelde Bennett als voorwaarde voor toetreding tot de coalitie van Netanyahu dat Ayelet Shaked de nieuwe minister van Justitie wordt, anders zou Het Joodse Huis ervoor kiezen om in oppositie te gaan. Op 6 mei, minder dan twee uur voor de deadline, tekende Het Joodse Huis een coalitieovereenkomst met de Likoed. De Likoed is akkoord gegaan met de benoeming van Ayelet Shaked tot minister van Justitie, maar onderhandelde wel over de bevoegdheden die deze minister zou krijgen. De Likoed wou voor de benoeming van de rechters van religieuze rechtbanken een aparte commissie instellen bestaande uit een vertegenwoordiger van de Likoed, bijgestaan door iemand van Het Joodse Huis en Het Verenigd Thora-Jodendom. Ook de benoeming van de nieuwe procureur-generaal wou de Likoed liever niet alleen aan Het Joodse Huis overlaten. De details van de overeenkomst zouden een paar dagen later verder worden uitgewerkt. Benjamin Netanyahu noemde 61 een goed getal, maar 61-plus een nog beter getal. Hij had de coalitie nog verder willen uitbreiden en hield de portefeuille Buitenlandse Zaken nog even voor zichzelf om het later Isaac Herzog van de Zionistische Unie aan te kunnen bieden maar deze zag daarvan af.
Isaac Herzog's reactie op het nieuws was dat de nieuwe regering verantwoordelijkheid mist en onstabiel en chantabel is. Hij noemde het een nationale-rampregering, die niets zou bereiken en snel door een verantwoordelijke regering met perspectief vervangen wordt. Ook Tzipi Livni wil niet meer in de regering van Netanyahu zitten.
Doordat Benjamin Netanyahu in totaal zes weken tijd had gekregen om een coalitie te vormen, had hij daar tot en met 6 mei 2015 24:00 u de tijd voor. Als het hem dan nog niet gelukt zou zijn, had president Reuven Rivlin een andere formateur kunnen aanwijzen, waarschijnlijk Isaac Herzog, die er dan ook in eerste instantie vier weken tijd voor gekregen zou hebben. Als het hem ook niet zou lukken had president Rivlin een derde persoon kunnen aanwijzen die dan twee weken de tijd zou krijgen om een coalitie te vormen. Als het de derde persoon ook niet zou lukken, zou president Rivlin nieuwe verkiezingen uitschrijven.
Op 6 mei 2015 werd de nieuwe regering voorgesteld aan de Knesset. Nadat 61 parlementariërs hun fiat aan de nieuwe ploeg hadden gegeven, werd de 34e regering van Israël sinds de oprichting van de Staat Israël (oftewel het kabinet-Netanyahu IV) op 14 mei 2014 geïnstalleerd. Benjamin Netanyahu is behalve premier ook minister van vier andere ministeries, waaronder die van Buitenlandse Zaken. Het Israëlische Hoge Gerechtshof heeft in augustus 2015 besloten dat Benjamin Netanyahu als minister-president niet tevens minister van andere ministeries kan zijn.

## Leden
Opmerking: de namen van de leden zijn geschreven zoals de Engelstalige versie van de website van de Knesset deze weergeeft. De lijsttrekkers annex politiek leiders (PL) staan als eerste van hun partij vermeld. De functie van fractievoorzitter wordt hieronder met de letters FV aangegeven.
| Persoon                   | Partij en plaats op de verkiezingslijst         | Politiek leider, fractievoorzitter | Geboortedatum | Geslacht | Knessetlid sinds | Afwijkende termijn                                                          | Arabische Israëliër |
| ------------------------- | ----------------------------------------------- | ---------------------------------- | ------------- | -------- | ---------------- | --------------------------------------------------------------------------- | ------------------- |
| Netanyahu, Benjamin       | Likoed, 01                                      | PL                                 | 21-10-1949    | man      | 21-11-1988       | tot 06-07-1999 v.a. 17-02-2003                                              |                     |
| Akunis, Ofir              | Likoed, 15                                      |                                    | 28-05-1973    | man      | 24-02-2009       |                                                                             |                     |
| Amsalem, Dudu             | Likoed, 21                                      |                                    | 11-08-1960    | man      | 31-03-2015       |                                                                             |                     |
| Begin, Benny              | Likoed, 11                                      |                                    | 01-03-1943    | man      | 21-11-1988       | tot 07-06-1999 van 24-02-2009 tot 04-02-2013 v.a. 31-03-2015                |                     |
| Berko, Anat               | Likoed, 23                                      |                                    | 14-01-1960    | vrouw    | 31-03-2015       |                                                                             |                     |
| Bitan, David              | Likoed, 16                                      |                                    | 08-04-1960    | man      | 31-03-2015       |                                                                             |                     |
| Boker, Nava               | Likoed, 25                                      |                                    | 15-11-1970    | vrouw    | 31-03-2015       |                                                                             |                     |
| Danon, Danny              | Likoed, 09                                      |                                    | 08-05-1971    | man      | 24-02-2009       | tot 27-08-2015                                                              |                     |
| Dichter, Avi              | Likoed, 26                                      |                                    | 04-12-1952    | man      | 17-04-2006       | tot 04-02-2013 v.a. 31-03-2015                                              |                     |
| Edelstein, Yuli-Yoel      | Likoed, 03                                      |                                    | 05-08-1958    | man      | 17-06-1996       | tot 17-04-2006 v.a. 17-02-2007                                              |                     |
| Elkin, Ze'ev              | Likoed, 08                                      | FV                                 | 03-04-1971    | man      | 17-04-2006       |                                                                             |                     |
| Erdan, Gilad              | Likoed, 02                                      |                                    | 30-09-1970    | man      | 17-02-2003       |                                                                             |                     |
| Gamliel, Gila             | Likoed, 14                                      |                                    | 24-02-1974    | vrouw    | 17-02-2003       | tot 17-04-2006 v.a. 24-02-2009                                              |                     |
| Glick, Yehuda             | Likoed, 33                                      |                                    | 20-11-1965    | man      | 23-05-2016       |                                                                             |                     |
| Hanegbi, Tzachi           | Likoed, 12                                      |                                    | 26-02-1957    | man      | 21-11-1988       | tot 10-12-2005 v.a. 17-04-2006                                              |                     |
| Haskel, Sharren           | Likoed, 31                                      |                                    | 04-03-1984    | vrouw    | 27-08-2015       |                                                                             |                     |
| Hazan, Oren               | Likoed, 30                                      |                                    | 28-10-1981    | man      | 31-03-2015       |                                                                             |                     |
| Hotovely, Tzipi           | Likoed, 20                                      |                                    | 02-12-1978    | vrouw    | 24-02-2009       |                                                                             |                     |
| Kara, Ayoob               | Likoed, 24                                      |                                    | 12-03-1955    | man      | 07-06-1999       | tot 17-04-2006 van 24-02-2009 tot 04-02-2013 v.a. 31-03-2015                | Druus               |
| Katz, Haim                | Likoed, 17                                      |                                    | 21-12-1947    | man      | 07-06-1999       | tot 17-04-2006 v.a. 21-11-2006                                              |                     |
| Katz, Yisrael             | Likoed, 04                                      |                                    | 21-09-1955    | man      | 18-11-1998       |                                                                             |                     |
| Kish, Yoav                | Likoed, 19                                      |                                    | 06-12-1968    | man      | 31-03-2015       |                                                                             |                     |
| Koren, Nurit              | Likoed, 28                                      |                                    | 24-02-1960    | man      | 31-03-2015       |                                                                             |                     |
| Levy, Jackie              | Likoed, 18                                      |                                    | 28-10-1960    | man      | 31-03-2015       |                                                                             |                     |
| Levin, Yariv              | Likoed, 10                                      |                                    | 22-06-1969    | man      | 24-02-2009       |                                                                             |                     |
| Mazuz, Yaron              | Likoed, 29                                      |                                    | 11-07-1962    | man      | 31-03-2015       |                                                                             |                     |
| Neguise, Avraham          | Likoed, 27                                      |                                    | 10-02-1958    | man      | 31-03-2015       |                                                                             |                     |
| Ohana, Amir               | Likoed, 32                                      |                                    | 15-03-1976    | man      | 27-12-2015       |                                                                             |                     |
| Regev, Miri               | Likoed, 05                                      |                                    | 26-05-1965    | vrouw    | 24-02-2009       |                                                                             |                     |
| Shalom, Silvan            | Likoed, 06                                      |                                    | 04-08-1958    | man      | 13-07-1992       | tot 27-12-2015                                                              |                     |
| Steinitz, Yuval           | Likoed, 13                                      |                                    | 10-04-1958    | man      | 06-07-1999       |                                                                             |                     |
| Ya'alon, Moshe            | Likoed, 07                                      |                                    | 24-06-1950    | man      | 24-02-2009       | tot 23-05-2016                                                              |                     |
| Zohar, Miki               | Likoed, 22                                      |                                    | 28-03-1980    | man      | 31-03-2015       |                                                                             |                     |
| Herzog, Isaac             | Zionistische Unie, 01, Arbeidspartij            | PL                                 | 22-09-1960    | man      | 17-02-2003       |                                                                             |                     |
| Atar, Danny               | Zionistische Unie, 15, Arbeidspartij            |                                    | 05-01-1958    | man      | 31-03-2015       | tot 25-11-2015                                                              |                     |
| Bahloul, Zouheir          | Zionistische Unie, 17, Arbeidspartij            |                                    | 24-12-1950    | man      | 31-03-2015       |                                                                             | 1                   |
| Bar, Yehiel               | Zionistische Unie, 07, Arbeidspartij            |                                    | 04-09-1975    | man      | 05-02-2013       |                                                                             |                     |
| Bar-Lev, Omer             | Zionistische Unie, 06, Arbeidspartij            |                                    | 02-10-1953    | man      | 05-02-2013       |                                                                             |                     |
| Biran, Michal             | Zionistische Unie, 19, Arbeidspartij            |                                    | 28-06-1978    | vrouw    | 05-02-2013       |                                                                             |                     |
| Broshi, Eitan             | Zionistische Unie, 18, Arbeidspartij            |                                    | 17-06-1950    | man      | 31-03-2015       |                                                                             |                     |
| Cabel, Eitan              | Zionistische Unie, 10, Arbeidspartij            |                                    | 23-08-1959    | man      | 15-10-1996       | tot 07-06-1999 v.a. 09-03-2001                                              |                     |
| Margalit, Erel            | Zionistische Unie, 12, Arbeidspartij            |                                    | 01-01-1961    | man      | 05-02-2013       |                                                                             |                     |
| Michaeli, Merav           | Zionistische Unie, 09, Arbeidspartij            | FV                                 | 24-11-1966    | vrouw    | 05-02-2013       |                                                                             |                     |
| Nahmias-Verbin, Ayelet    | Zionistische Unie, 22, Arbeidspartij            |                                    | 19-06-1970    | vrouw    | 31-03-2015       |                                                                             |                     |
| Rosenthal, Mickey         | Zionistische Unie, 13, Arbeidspartij            |                                    | 04-02-1955    | man      | 05-02-2013       |                                                                             |                     |
| Shafir, Stav              | Zionistische Unie, 04, Arbeidspartij            |                                    | 17-05-1985    | vrouw    | 05-02-2013       |                                                                             |                     |
| Shai, Nachman             | Zionistische Unie, 20, Arbeidspartij            |                                    | 28-11-1946    | man      | 24-02-2009       |                                                                             |                     |
| Shmuli, Itzik             | Zionistische Unie, 05, Arbeidspartij            |                                    | 08-02-1980    | man      | 05-02-2013       |                                                                             |                     |
| Swid, Revital             | Zionistische Unie, 14, Arbeidspartij            |                                    | 17-08-1967    | vrouw    | 31-03-2015       |                                                                             |                     |
| Trajtenberg, Manuel       | Zionistische Unie, 11, Arbeidspartij            |                                    | 21-09-1950    | man      | 31-03-2015       |                                                                             |                     |
| Yachimovich, Shelly       | Zionistische Unie, 03, Arbeidspartij            |                                    | 28-03-1960    | vrouw    | 17-04-2006       |                                                                             |                     |
| Yona, Yossi               | Zionistische Unie, 23, Arbeidspartij            |                                    | 08-06-1953    | man      | 31-03-2015       |                                                                             |                     |
| Livni, Tzipi              | Zionistische Unie, 02, Hatnuah                  | PL                                 | 08-07-1958    | vrouw    | 07-06-1999       | tot 03-05-2012 v.a. 05-02-2013                                              |                     |
| Ben-Reuven, Eyal          | Zionistische Unie, 24, Hatnuah                  |                                    | 22-05-1954    | man      | 31-03-2015       |                                                                             |                     |
| Cohen Paran, Yael         | Zionistische Unie, 25, Hatnuah                  |                                    | 12-10-1973    | vrouw    | 25-11-2015       |                                                                             |                     |
| Hasson, Yoel              | Zionistische Unie, 16, Hatnuah                  |                                    | 04-04-1972    | man      | 17-04-2006       | tot 04-02-2013 v.a. 31-03-2015                                              |                     |
| Peretz, Amir              | Zionistische Unie, 08, Hatnuah                  |                                    | 09-03-1952    | man      | 21-11-1988       | tot 09-12-2012 v.a. 05-02-2013                                              |                     |
| Svetlova, Ksenia          | Zionistische Unie, 21, Hatnuah                  |                                    | 28-07-1977    | vrouw    | 31-03-2015       |                                                                             |                     |
| Odeh, Ayman               | Gezamenlijke Lijst, 01, Hadash                  | PL                                 | 01-01-1975    | man      | 31-03-2015       |                                                                             | 1                   |
| Abu Ma'aruf, Abdullah     | Gezamenlijke Lijst, 13, Hadash                  |                                    | 30-12-1956    | man      | 31-03-2015       |                                                                             | Druus               |
| Khenin, Dov               | Gezamenlijke Lijst, 08, Hadash                  |                                    | 10-01-1958    | man      | 17-04-2006       |                                                                             |                     |
| Touma-Suleiman, Aida      | Gezamenlijke Lijst, 05, Hadash                  |                                    | 16-07-1964    | vrouw    | 31-03-2015       |                                                                             | 1                   |
| Yabareen, Yousef          | Gezamenlijke Lijst, 10, Hadash                  |                                    | 23-02-1972    | man      | 31-03-2015       |                                                                             | 1                   |
| Zahalka, Jamal            | Gezamenlijke Lijst, 03, Balad                   | PL                                 | 11-01-1955    | man      | 17-02-2003       |                                                                             | 1                   |
| Ghattas, Basel            | Gezamenlijke Lijst, 11, Balad                   |                                    | 23-03-1956    | man      | 05-02-2013       |                                                                             | 1                   |
| Zoabi, Haneen             | Gezamenlijke Lijst, 07, Balad                   |                                    | 23-05-1969    | vrouw    | 24-02-2009       |                                                                             | 1                   |
| Ganaim, Masud             | Gezamenlijke Lijst, 02, Ra'am                   | FV, PL                             | 14-02-1965    | man      | 24-02-2009       |                                                                             | 1                   |
| Abu Arar, Taleb           | Gezamenlijke Lijst, 09, Ra'am                   |                                    | 04-05-1967    | man      | 05-02-2013       |                                                                             | 1                   |
| Hajj Yahya, Abd al-Hakim  | Gezamenlijke Lijst, 06, Ra'am                   |                                    | 16-02-1965    | man      | 31-03-2015       |                                                                             | 1                   |
| Tibi, Ahmad               | Gezamenlijke Lijst, 04, Ta'al                   | PL                                 | 19-12-1958    | man      | 07-06-1999       |                                                                             | 1                   |
| Saadi, Osama              | Gezamenlijke Lijst, 12, Ta'al                   |                                    | 00-00-1963    | man      | 31-03-2015       |                                                                             | 1                   |
| Lapid, Yair               | Yesh Atid, 01                                   | PL                                 | 05-11-1963    | man      | 05-02-2013       |                                                                             |                     |
| Cohen, Meir               | Yesh Atid, 04                                   |                                    | 15-11-1955    | man      | 05-02-2013       |                                                                             |                     |
| Elharrar, Karin           | Yesh Atid, 09                                   |                                    | 09-10-1977    | vrouw    | 05-02-2013       |                                                                             |                     |
| German, Yael              | Yesh Atid, 03                                   |                                    | 04-08-1947    | vrouw    | 05-02-2013       |                                                                             |                     |
| Lavie, Aliza              | Yesh Atid, 10                                   |                                    | 23-09-1964    | vrouw    | 05-02-2013       |                                                                             |                     |
| Levy, Mickey              | Yesh Atid, 11                                   |                                    | 21-06-1951    | man      | 05-02-2013       |                                                                             |                     |
| Perry, Ya’akov            | Yesh Atid, 05                                   |                                    | 20-02-1944    | man      | 05-02-2013       |                                                                             |                     |
| Piron, Shai               | Yesh Atid, 02                                   |                                    | 25-01-1965    | man      | 05-02-2013       | tot 04-09-2015                                                              |                     |
| Razvozov, Yoel            | Yesh Atid, 08                                   |                                    | 05-07-1980    | man      | 05-02-2013       |                                                                             |                     |
| Shelah, Ofer              | Yesh Atid, 06                                   | FV                                 | 09-02-1960    | man      | 05-02-2013       |                                                                             |                     |
| Stern, Elazar             | Yesh Atid, 12                                   |                                    | 25-08-1956    | man      | 04-09-2015       |                                                                             |                     |
| Yellin, Haim              | Yesh Atid, 07                                   |                                    | 12-08-1958    | man      | 31-03-2015       |                                                                             |                     |
| Kahlon, Moshe             | Kulanu, 01                                      | PL                                 | 19-11-1960    | man      | 17-02-2003       | tot 04-02-2013 van 31-03-2015 tot 29-01-2016                                |                     |
| Alaluf, Eli               | Kulanu, 03                                      |                                    | 17-02-1945    | man      | 31-03-2015       |                                                                             |                     |
| Azaria, Rachel            | Kulanu, 05                                      |                                    | 21-12-1977    | vrouw    | 31-03-2015       |                                                                             |                     |
| Ben-Ari, Meirav           | Kulanu, 10                                      |                                    | 13-11-1975    | vrouw    | 31-03-2015       |                                                                             |                     |
| Cohen, Eli                | Kulanu, 08                                      |                                    | 03-10-1972    | man      | 31-03-2015       |                                                                             |                     |
| Folkman, Roy              | Kulanu, 09                                      | FV                                 | 05-08-1975    | man      | 31-03-2015       |                                                                             |                     |
| Galant, Yoav              | Kulanu, 02                                      |                                    | 08-11-1958    | man      | 31-03-2015       |                                                                             |                     |
| Hasson, Akram             | Kulanu, 12                                      |                                    | 02-07-1959    | man      | 29-01-2016       |                                                                             | Druus               |
| Oren, Michael             | Kulanu, 04                                      |                                    | 20-05-1955    | man      | 31-03-2015       |                                                                             |                     |
| Ploskov, Tali             | Kulanu, 06                                      |                                    | 30-07-1962    | vrouw    | 31-03-2015       |                                                                             |                     |
| Sasha-Biton, Yifat        | Kulanu, 07                                      |                                    | 23-05-1973    | vrouw    | 31-03-2015       |                                                                             |                     |
| Bennett, Naftali          | Het Joodse Huis, 01                             | FV, PL                             | 25-03-1972    | man      | 05-02-2013       | tot 09-10-2015 v.a. 06-12-2015                                              |                     |
| Ben-Dahan, Eli            | Het Joodse Huis, 04                             |                                    | 11-02-1954    | man      | 05-02-2013       |                                                                             |                     |
| Magal, Yinon              | Het Joodse Huis, 06                             |                                    | 27-04-1969    | man      | 31-03-2015       | tot 03-12-2015                                                              |                     |
| Mualem, Shuli             | Het Joodse Huis, 09                             |                                    | 08-02-1965    | vrouw    | 09-10-2015       |                                                                             |                     |
| Shaked, Ayelet            | Het Joodse Huis, 03                             |                                    | 07-05-1976    | vrouw    | 05-02-2013       |                                                                             |                     |
| Slomiansky, Nissan        | Het Joodse Huis, 05                             |                                    | 10-01-1946    | man      | 12-05-1997       | tot 07-06-1999 v.a. 17-02-2003                                              |                     |
| Wortzman, Avi             | Het Joodse Huis, 10                             |                                    | 29-10-1970    | man      | 03-12-2015       | tot 06-12-2015                                                              |                     |
| Yogev, Mordhay            | Het Joodse Huis, 07                             |                                    | 22-02-1956    | man      | 05-02-2013       |                                                                             |                     |
| Ariel, Uri Yehuda         | Het Joodse Huis, 02, Tekuma                     | PL                                 | 22-12-1952    | man      | 17-10-2001       |                                                                             |                     |
| Smotrich, Betzalel        | Het Joodse Huis, 08, Tekuma                     |                                    | 27-02-1980    | man      | 31-03-2015       |                                                                             |                     |
| Dery, Aryeh Machlouf      | Shas, 01                                        | PL                                 | 17-02-1959    | man      | 13-07-1992       | tot 17-06-1999 v.a.05-02-2013 tot 02-11-2016                                |                     |
| Azoulay, David            | Shas, 05                                        |                                    | 05-05-1954    | man      | 17-06-1996       |                                                                             |                     |
| Ben Tzur, Yoav            | Shas, 06                                        | FV                                 | 11-06-1958    | man      | 22-06-2014       |                                                                             |                     |
| Cohen, Yitzhak            | Shas, 02                                        |                                    | 02-12-1951    | man      | 17-06-1996       |                                                                             |                     |
| Guetta, Yigal             | Shas, 10                                        |                                    | 18-03-1966    | man      | 24-01-2016       |                                                                             |                     |
| Malchieli, Michael        | Shas, 11                                        |                                    | 07-10-1982    | man      | 02-11-2016       |                                                                             |                     |
| Margi, Yakov              | Shas, 04                                        |                                    | 18-11-1960    | man      | 17-02-2003       |                                                                             |                     |
| Nahari, Meshulam          | Shas, 03                                        |                                    | 17-05-1951    | man      | 17-06-1999       | tot 24-01-2016                                                              |                     |
| Vaknin, Yitzhak           | Shas, 07                                        |                                    | 12-05-1958    | man      | 17-06-1996       |                                                                             |                     |
| Liberman, Avigdor         | Jisrael Beeténoe, 01                            | PL                                 | 05-06-1958    | man      | 07-06-1999       | tot 26-03-2003 van 17-04-2006 tot 14-12-2012 v.a. 05-02-2013 tot 01-06-2016 |                     |
| Amar, Hamad               | Jisrael Beeténoe, 06                            |                                    | 05-11-1964    | man      | 24-02-2009       |                                                                             | Druus               |
| Forer, Oded               | Jisrael Beeténoe, 08                            |                                    | 30-05-1977    | man      | 04-09-2015       |                                                                             |                     |
| Gal, Sharon               | Jisrael Beeténoe, 05                            |                                    | 13-08-1974    | vrouw    | 31-03-2015       | tot 04-09-2015                                                              |                     |
| Ilatov, Robert            | Jisrael Beeténoe, 07                            | FV                                 | 12-11-1971    | man      | 17-04-2006       |                                                                             |                     |
| Landver, Sofa             | Jisrael Beeténoe, 03                            |                                    | 28-10-1949    | vrouw    | 17-06-1996       | tot 17-02-2003 van 11-01-2006 tot 08-02-2006 v.a. 17-04-2006                |                     |
| Malinovsky, Yulia         | Jisrael Beeténoe, 09                            |                                    | 05-09-1975    | vrouw    | 01-06-2016       |                                                                             |                     |
| Levy, Orly                | Jisrael Beeténoe, 02, Onafhankelijk             |                                    | 11-11-1973    | vrouw    | 24-02-2009       |                                                                             |                     |
| Asher, Yakov              | Verenigd Thora-Jodendom, 07, Degel HaThora      |                                    | 02-07-1965    | man      | 24-05-2016       |                                                                             |                     |
| Litzman, Yaakov           | Verenigd Thora-Jodendom, 01, Agoedat Jisrael    | PL                                 | 02-09-1948    | man      | 07-06-1999       |                                                                             |                     |
| Moses, (Menachem) Eliezer | Verenigd Thora-Jodendom, 05, Agoedat Jisrael    | FV                                 | 20-10-1946    | man      | 24-02-2009       |                                                                             |                     |
| Porush, Meir              | Verenigd Thora-Jodendom, 03, Agoedat Jisrael    |                                    | 11-06-1955    | man      | 17-06-1996       | tot 24-05-2016                                                              |                     |
| Gafni, Moshe              | Verenigd Thora-Jodendom, 02, Degel HaThora (PL) |                                    | 05-05-1952    | man      | 21-11-1988       | tot 13-07-1992 van 28-06-1994 tot 23-10-1998; v.a. 07-06-1999               |                     |
| Eichler, Yisrael          | Verenigd Thora-Jodendom, 06, Degel HaThora      |                                    | 27-03-1955    | man      | 17-02-2003       | tot 23-02-2005 v.a. 06-02-2011                                              |                     |
| Maklev, Uri               | Verenigd Thora-Jodendom, 04, Degel HaThora      |                                    | 10-01-1957    | man      | 31-07-2008       |                                                                             |                     |
| Galon, Zehava             | Meretz, 01                                      | PL                                 | 04-01-1956    | vrouw    | 07-06-1999       | tot 24-02-2009 v.a. 25-03-2011                                              |                     |
| Frej, Issawi              | Meretz, 03                                      |                                    | 14-12-1963    | man      | 05-02-2013       |                                                                             | 1                   |
| Gilon, Ilan               | Meretz, 02                                      | FV                                 | 12-05-1956    | man      | 07-06-1999       | tot 17-02-2003 v.a. 24-02-2009                                              |                     |
| Rozin, Michal             | Meretz, 04                                      |                                    | 25-06-1969    | vrouw    | 05-02-2013       |                                                                             |                     |
| Zandberg, Tamar           | Meretz, 05                                      |                                    | 29-04-1976    | vrouw    | 05-02-2013       |                                                                             |                     |